# Stabilitet (skibsteknik)
Stabilitet for et skib angiver et fartøjs evne til at rette sig op efter en krængning (overkrængning) under statiske og dynamiske forhold.
Når et skib flyder på vand, er det påvirket af to kræfter, vægten, der virker lodret nedad, og opdriften, som virker opad. Ligger skibet i stille vand, vil de to kræfter holde hinanden i ligevægt, idet de har fælles virkelinje.
Skibet skal have en sådan form, at når det under forskellige påvirkninger krænger over, enten langskibs eller tværskibs, selv søger tilbage til den oprette stilling.

## Statisk stabilitet
Ved den statiske stabilitet forstås det moment,  der skal holde et skib ude i en bestemt  krængning, og som er lig med det moment, der  vil forsøge at rette skibet op.

## Dynamisk stabilitet
Ved den dynamiske stabilitet forstås det arbejde (sø- og vindpåvirkninger), der skal tilføres skibet, for at få det til at krænge over i en bestemt vinkel.

## Forskelligt i forbindelse med stabilitet
Værdier, formler og kurver:
- Metacenter(Mt)
- Tyngdepunkt (G)
- Opdriftscenter (B)
- Tværskibs metacenterhøjde (GMt)
- Oprettende arm (GZ)
- Atwood’s formel
- Isokaren stabilitetskurve
  - Isokaren MS-kurve
- Isoklin stabilitetskurve
  - Isoklin  MS-kurve